# Dinastija Vasa
Dinastija Vasa vladala je Švedskom od 1521. do 1654. te Poljskom od 1587. do 1668.. Ime dinastije izvedeno je iz grba, koji prikazuje snop žita (švedski: vasa).
Prvi kralj iz dinastije bio je: Gustav Eriksson, kasnije poznat kao Gustav I. Vasa. Odvojio je Švedsku od Danske. Prvi je kralj Švedske nakon odvajanja od Kalmarske unije (1397. – 1523.) Postao je nasljedni kralj.
Ivan III. Švedski oženio je poljsku princezu Katarinu Jagelović 1562. Njihov sin Sigismund III. Vasa bio je kralj Poljske i Litve. Budući da je bio katolik, po švedskom zakonu nije mogao biti švedski kralj pa ga je naslijedio njegov ujak protestant Karlo IX. Tako je dinastija Vasa paralelno vladala u dvije države s katoličkom i protestantskom frakcijom, koje su se sukobljavale. 
Posljednja švedska kraljica iz dinastije Vasa bila je Kristina Švedska. Nakon nje Švedskom je vladala dinastija Pfalz-Zweibrücken-Kleeburg, sporedna linija Wittelsbachovaca.

## Švedski kraljevi
- 1521. – 1560. Gustav I. Vasa
- 1560. – 1568. Erik XIV. Švedski
- 1568. – 1592. Ivan III. Švedski
- 1592. – 1599. Sigismund III. Vasa
- 1599. – 1611. Karlo IX. Švedski
- 1611. – 1632. Gustav II. Adolf
- 1632. – 1654. Kristina Švedska

## Poljski kraljevi
- 1587. – 1632. Sigismund III. Vasa
- 1632. – 1648. Vladislav IV. Vasa
- 1648. – 1668. Ivan Kazimír II. Vasa